# Saslong-Klassiker 2021/22
Der 54. Saslong-Klassiker 2021/22 (offiziell 54. Saslong Classic) gehörte zum Alpinen Skiweltcup 2021/22 und fand vom 15. bis zum 18. Dezember 2021 in Gröden statt. Es wurden eine Abfahrt und ein Super-G der Herren ausgetragen.

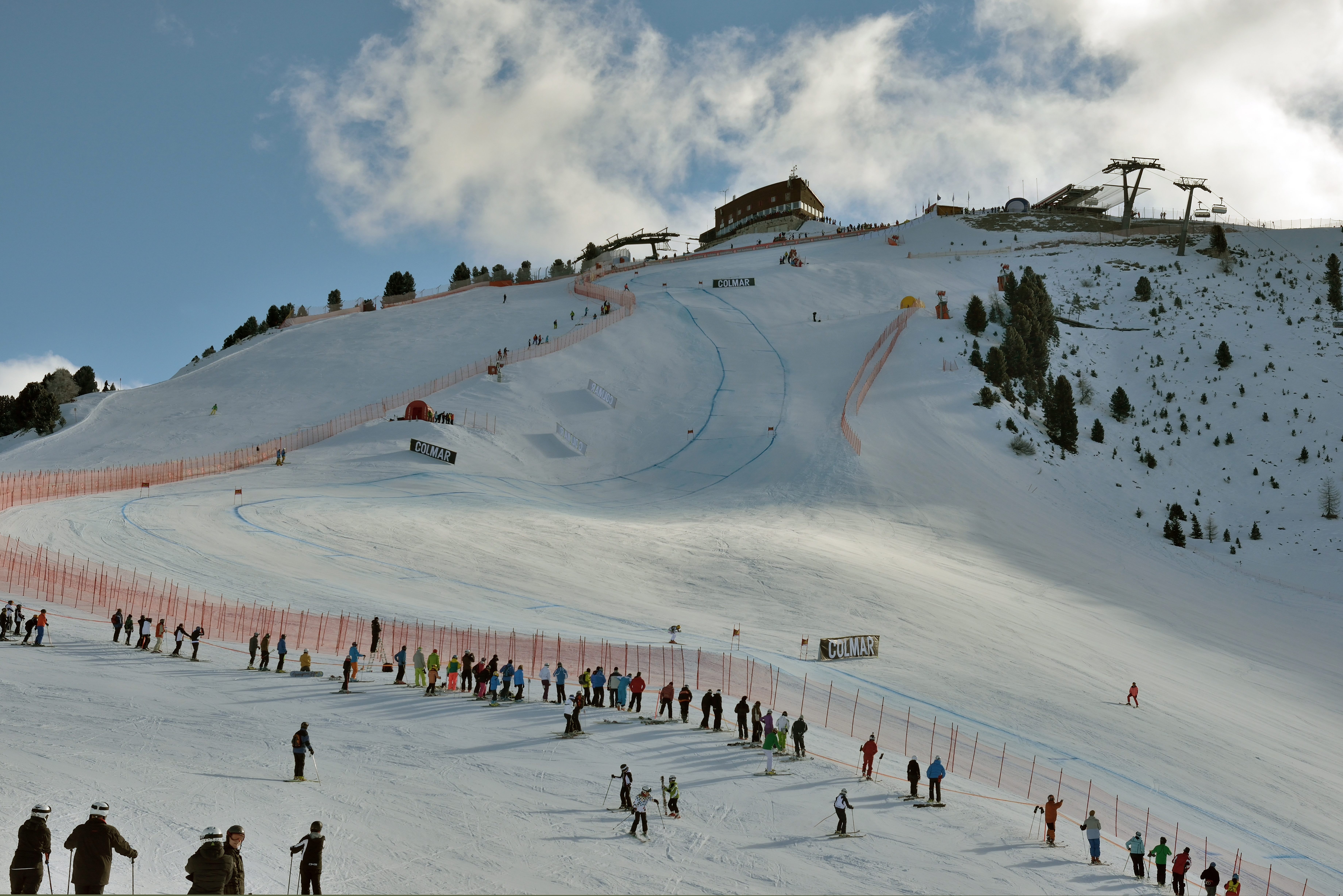
Start der Abfahrtpiste in Val Gardena-Gröden

## Streckendaten
|                    | Super-G             | Abfahrt             |
| ------------------ | ------------------- | ------------------- |
| Datum              | 17. Dezember        | 18. Dezember        |
| Ort                | Saslong             | Saslong             |
| Startzeit 1. Lauf  | 11:45 Uhr           | 11:45 Uhr           |
| Seehöhe Start      | 2010 m              | 2249 m              |
| Seehöhe Ziel       | 1410 m              | 1410 m              |
| Höhendifferenz     | 700 m               | 839 m               |
| Streckenlänge      | 2415 m              | 3446 m              |
| Kurssetzer 1. Lauf | Andreas Evers (GER) | Hannes Trinkl (FIS) |
| Tore 1. Lauf       | 42                  | 37                  |

## Teilnehmende Nationen und Athleten
Es nahmen 77 Skirennläufer aus 18 Nationen am Saslong-Klassiker teil.
| Nation                            | Anzahl               | Athleten |
| Europa (14 Nationen)              | Europa (14 Nationen) | Europa (14 Nationen) |
| --------------------------------- | -------------------- | --- |
| Deutschland                       | 5                    | Romed Baumann, Andreas Sander, Josef Ferstl, Simon Jocher, Dominik Schwaiger |
| Finnland                          | 1                    | Elian Lehto (nur Abfahrt) |
| Frankreich                        | 10                   | Matthieu Bailet, Johan Clarey, Blaise Giezendanner, Roy Piccard, Cyprien Sarrazin (nur Super-G), Nils Allègre, Maxence Muzaton (nur Abfahrt), Nicolas Raffort (nur Abfahrt), Victor Schuller (nur Abfahrt), Nils Alphand (nur Abfahrt) |
| Italien                           | 8                    | Christof Innerhofer, Mattia Casse, Dominik Paris, Guglielmo Bosca, Emanuele Buzzi, Matteo Franzoso (nur Super-G), Matteo Marsaglia, Pietro Zazzi (nur Abfahrt) |
| Liechtenstein                     | 1                    | Marco Pfiffner |
| Norwegen                          | 4                    | Adrian Smiseth Sejersted, Aleksander Aamodt Kilde, Markus Nordgaard Fossland, Henrik Røa (nur Abfahrt) |
| Österreich                        | 10                   | Christian Walder, Vincent Kriechmayr, Raphael Haaser (nur Super-G), Matthias Mayer, Stefan Babinsky, Max Franz, Christoph Krenn (nur Super-G), Daniel Danklmaier, Otmar Striedinger (nur Abfahrt), Daniel Hemetsberger (nur Abfahrt) |
| Russland                          | 1                    | Pawel Sergejewitsch Trichitschew |
| Schweden                          | 1                    | Olle Sundin |
| Schweiz                           | 14                   | Loïc Meillard (nur Super-G), Gino Caviezel (nur Super-G), Marco Odermatt (nur Super-G), Beat Feuz, Stefan Rogentin, Justin Murisier (nur Super-G), Urs Kryenbühl, Ralph Weber (nur Super-G), Niels Hintermann, Thomas Tumler (nur Super-G), Alexis Monney (nur Abfahrt), Lars Rösti (nur Abfahrt), Yannick Chabloz (nur Abfahrt), Gilles Roulin (nur Abfahrt) |
| Slowenien                         | 4                    | Martin Čater, Boštjan Kline, Miha Hrobat, Nejc Naraločnik (nur Super-G) |
| Slowakei                          | 1                    | Martin Bendík (nur Abfahrt) |
| Spanien                           | 1                    | Adur Etxezarreta (nur Abfahrt) |
| Vereinigtes Königreich            | 1                    | Roy-Alexander Steudle (nur Abfahrt) |
| Nord- und Südamerika (3 Nationen) |                      | |
| Chile                             | 1                    | Henrik von Appen |
| Kanada                            | 6                    | James Crawford, Brodie Seger, Broderick Thompson, Jeffrey Read, Trevor Philp (nur Super-G), Benjamin Thomsen (nur Abfahrt) |
| Vereinigte Staaten                | 7                    | Travis Ganong, Ryan Cochran-Siegle, Steven Nyman, Bryce Bennett, Jared Goldberg, Erik Arvidsson, Sam Morse |
| Asien (1 Nation)                  |                      | |
| Israel                            | 1                    | Barnabas Szollos |

## Bericht

### Vorbericht
Wegen der COVID-19-Pandemie durften im Jahr 2020 keine Zuschauer die Rennen verfolgen. Anfang November 2021 wurde verkündet, dass wieder Zuschauer zugelassen seien. Die Tickets für die beiden Rennen waren nur Online zu bestellen. Ende November 2021 hieß es wieder, dass die beiden Rennen eventuell ohne Zuschauer stattfinden sollten.
Um den ersten Advent 2021 schneite es in Gröden, im oberen Teil der Strecke waren rund 40 Zentimeter und im unteren Bereich der Saslongpiste waren rund 20 Zentimeter Neuschnee gefallen. Anfang Dezember 2021 wurde die Saslongpiste für Abfahrt und Super-G renntauglich gemacht. Am 4. Dezember 2021 bestätigte der Internationale Skiverband (FIS), dass die traditionelle Schneekontrolle gut verlaufen sei, sodass der 54. Saslong-Klassiker vom 15. bis zum 18. Dezember 2021 über die Bühne gehen könne.
Der Schweizer Marco Odermatt verzichtete auf die Abfahrt und ging nur im Super-G an den Start.
Am 13. Dezember 2021 gab der Veranstalter offiziell bekannt, dass die beiden Rennen mit Zuschauern stattfinden. Es galt die 2G-Regel und es musste eine Schutzmaske getragen werden.
Die Südtiroler Speed-Spezialisten Florian Schieder und Alexander Prast gingen ebenfalls nicht an den Start. Schieder wollte sein Comeback feiern, denn er hatte sich im Februar 2021 bei den Skiweltmeisterschaften in Cortina d’Ampezzo das vordere Kreuzband im linken Knie gerissen und außerdem einen Knorpel- und Meniskusschaden davongetragen. Prast erlitt beim Weltcup-Super-G in Val d’Isere 2020 einen Totalschaden im rechten Knie. Beide Kreuzbänder, beide Außenbänder, beide Menisken und die Fibula-Sehne waren gerissen, zusätzlich war der Schienbeinkopf zertrümmert.

### Mittwoch, 15. Dezember 2021, 1. Abfahrtstraining
Das erste Abfahrtstraining gewann der Amerikaner Ryan Cochran Siegle mit einer Zeit von 2:03,67 Minuten vor dem Schweden Felix Monsén (+ 0,90 s) und dem Franzosen Johan Clarey (+ 0,91 s). Der Topfavorit Aleksander Aamodt Kilde (+ 1,18 s) aus Norwegen, der die Abfahrt und den Super-G im vergangenen Jahr 2020 gewonnen hatte, kam auf dem fünften Platz. Christof Innerhofer (+ 1,63 s) und Dominik Paris (+ 1,66 s) aus Italien lieferten im Abfahrtstraining eine ordentliche Leistung ab, kamen hinter dem Schweizer Beat Feuz (+ 1,54 s) auf die Plätze 10 und 11. Die Österreicher hatten mit den vorderen Platzierungen nichts zu tun. Max Franz (+ 2,24 s) und Matthias Mayer (+ 2,29 s) kamen als 19. und 20. ins Ziel. Der Deutsche Simon Jocher (+ 1,96 s), der mit der Startnummer 55 ins Abfahrtstraining gegangen war, kam überraschend auf den 14. Platz.

### Donnerstag, 16. Dezember 2021, 2. Abfahrtstraining
Das zweite Abfahrtstraining entschied der Norweger Aleksander Aamodt Kilde für sich, mit einer Zeit von 2:03,42 Minuten vor dem Österreicher Otmar Striedinger (+ 0,29 s) und dem Amerikaner Ryan Cochran-Siegle (+ 0,38 s). Striedinger hatte beim zweiten Abfahrtstraining ein komplett anderes Setup gegenüber dem ersten Abfahrtstraining gewählt. So konnte er dann um die vorderen Plätze mitfahren. Der Schwede Felix Monsén ging als 21. ins zweite Abfahrtstraining, kam auf dem Weg zur Ciaslat-Wiese zu Sturz, nachdem es ihn in einer Bodenwelle nach hinten gedrückt hatte. Nach dem Sturz fasste Monsén sich sofort an das linke Knie und schrie. Er wurde mit dem Hubschrauber geborgen und nach Brixen ins Spital zur ersten Diagnose gebracht. Danach wurde er zur weiteren Untersuchung nach Innsbruck geflogen. Nach der ersten Diagnose riss er sich eine Patellasehne im linken Knie. Das Training wurde daraufhin für eine halbe Stunde unterbrochen. Auch der 29-jährige Österreicher Christopher Neumayer verletzte sich beim zweiten Abfahrtstraining am linken Knie und wurde einen Tag später in München am vorderen Kreuzband operiert.

### Freitag, 17. Dezember 2021, Super-G
Bei sonnigem Wetter gewann der Norweger Aleksander Aamodt Kilde mit einer Zeit von 1:25,91 Minuten vor den Österreichern Matthias Mayer (+ 0,22 s) und Vincent Kriechmayr (+ 0,27 s) den Super-G auf der Saslong. Kilde ging mit der Startnummer 13 ins Rennen und fuhr fehlerlos. Mayer konnte lange um den Sieg mitfahren, verlor aber im Schlussteil etwas Zeit und wurde Zweiter. Auf die Plätze vier und fünf kamen die Schweizer Beat Feuz (+ 0,57 s) und Stefan Rogentin (+ 0,74 s). Der Italiener Dominik Paris (+ 0,80) aus Südtirol kam bei seinem Heimrennen auf den sechsten Platz und der Österreicher Max Franz (+ 0,85 s) kam dahinter auf den siebenten Platz. Den achten Platz belegte der Kanadier James Crawford (+ 0,92 s). Die Amerikaner Ryan Cochran-Siegle (+ 0,99 s) und Travis Ganong (+ 1,00 s) wurden Neunter und Zehnter. Die Deutschen Josef Ferstl (+ 1,04 s), Simon Jocher (+ 1,19 s), Andreas Sander (+ 1,23 s) und Romed Baumann (+ 1,27 s) kamen auf die Plätze 11, 15, 18  und 20. 19. wurde Niels Hintermann (+ 1,24 s) aus der Schweiz, sein Landsmann Marco Odermatt (+ 1,37 s), der um den Gesamtweltcup 2021/22 fuhr, kam auf den 24. Platz und zwei Plätze dahinter kam der ebenfalls aus der Schweiz stammende Urs Kryenbühl (+ 1,59 s). Christof Innerhofer (+ 1,65 s) aus Italien kam auf den 28. Platz und nahm zwei Weltcuppunkte mit.

### Samstag, 18. Dezember 2021, Abfahrt
Es gingen beim Abfahrtsrennen 65 Athleten an den Start. Der 29-jährige Amerikaner Bryce Bennett, der noch nie bei einer Weltcupaustragung auf dem Podest stand, gewann überraschend die Abfahrt auf der Saslong mit einer Zeit von 2:02,42 Minuten. Auf den Plätzen zwei und drei landeten der Österreicher Otmar Striedinger (+ 0,14 s) und der Schweizer Niels Hintermann (+ 0,32 s). Hintermann zeigte schon bei den zwei Trainings, dass mit ihm um die vorderen Plätze zu rechnen war, und war beide Male bester Schweizer. Den vierten Platz errang der Südtiroler Dominik Paris (+ 0,40 s) und fuhr um acht Hundertstelsekunden am Podest vorbei. Beat Feuz (+ 0,47 s) aus der Schweiz kam als Fünfter ins Ziel; knapp dahinter landete der Franzose Johan Clarey (+ 0,48 s). Der Italiener Mattia Casse (+ 0,61 s), der mit der Startnummer 34 ins Rennen ging, kam auf den siebenten Platz. Mit der hohen Startnummer 51 kam der Deutsche Simon Jocher (+ 0,74 s) noch auf den achten Platz. Knapp dahinter reihte sich der zweite Deutsche Josef Ferstl (+ 0,75 s) als neunter ein. Max Franz (+ 0,79 s) aus Österreich kam auf den zehnten Platz. Der 22-jährige Nidwaldner Yannick Chabloz fuhr bei seiner zweiten Weltcupabfahrt mit Startnummer 43 auf den 11. Platz vor und weil zwei andere Athleten noch besser fuhren, landete er am Ende auf Platz 13. Christof Innerhofer (+ 1,21 s) aus Südtirol zeigte eine solide Fahrt und belegte Platz 17. Der Österreicher Daniel Hemetsberger (+ 1,52 s) wurde 21. Auch der Schweizer Lars Rösti (+ 1,56 s) schaffte es mit der Startnummer 50 noch in die Punkteränge. Dominik Schwaiger (+ 1,77 s) aus Deutschland kam auf Platz 30 und nahm noch einen Weltcuppunkt mit. Emanuele Buzzi (+ 3,13 s) aus Italien kam nach dem Zielsprung auf der Ziellinie zu Sturz, verlor seine Skier und zog sich eine Muskeldistraktion in der Wade des linken Beins zu. Er wurde trotz des Sturzes auf Platz 50 gewertet. Aleksander Aamodt Kilde aus Norwegen, der als Topfavorit gehandelt wurde, fuhr mit der besten Zwischenzeit auf die Ciaslat-Wiese zu. Kurz vor der  Schlüsselstelle verpasste er das Tor und schied aus.

## Ergebnisse

### Super-G
- Wetter: sonnig, Schnee: Hart, Temperatur Start: −1 °C, Temperatur Ziel: −2 °C
- Vorläufer:  Mattia Cason,  Federico Scussel,  Jay Poulter,  Giacomo Dalmasso,  Federico Simoni

| Platz | Name                    | Zeit        |
| ----- | ----------------------- | ----------- |
|       | Aleksander Aamodt Kilde | 1:25,91 min |
|       | Matthias Mayer          | 1:26,13 min |
|       | Vincent Kriechmayr      | 1:26,18 min |
| 04    | Beat Feuz               | 1:26,48 min |
| 05    | Stefan Rogentin         | 1:26,65 min |
| 06    | Dominik Paris           | 1:26,71 min |
| 07    | Max Franz               | 1:26,76 min |
| 08    | James Crawford          | 1:26,83 min |
| 09    | Ryan Cochran-Siegle     | 1:26,90 min |
| 10    | Travis Ganong           | 1:26,91 min |
| 11    | Josef Ferstl            | 1:26,95 min |
| 12    | Martin Čater            | 1:27,05 min |
| 13    | Brodie Seger            | 1:27,06 min |
| 14    | Daniel Danklmaier       | 1:27,09 min |
| 15    | Simon Jocher            | 1:27,10 min |
|       | Nils Allègre            | 1:27,10 min |
| 17    | Johan Clarey            | 1:27,11 min |
| 18    | Andreas Sander          | 1:27,14 min |

| Platz | Name                     | Zeit        |
| ----- | ------------------------ | ----------- |
| 19    | Niels Hintermann         | 1:27,15 min |
| 20    | Romed Baumann            | 1:27,18 min |
| 21    | Guglielmo Bosca          | 1:27,22 min |
| 22    | Stefan Babinsky          | 1:27,23 min |
| 23    | Mattia Casse             | 1:27,26 min |
| 24    | Marco Odermatt           | 1:27,28 min |
| 25    | Christian Walder         | 1:27,35 min |
| 26    | Urs Kryenbühl            | 1:27,50 min |
|       | Raphael Haaser           | 1:27,50 min |
| 28    | Christof Innerhofer      | 1:27,56 min |
| 29    | Jeffrey Read             | 1:27,60 min |
| 30    | Jared Goldberg           | 1:27,71 min |
| 31    | Cyprien Sarrazin         | 1:27,73 min |
| 32    | Adrian Smiseth Sejersted | 1:27,74 min |
| 33    | Matteo Marsaglia         | 1:27,80 min |
| 34    | Matthieu Bailet          | 1:27,83 min |
| 35    | Ralph Weber              | 1:27,85 min |
| 36    | Broderick Thompson       | 1:27,87 min |

| Platz | Name                             | Zeit        |
| ----- | -------------------------------- | ----------- |
| 37    | Justin Murisier                  | 1:27,92 min |
| 38    | Bryce Bennett                    | 1:27,99 min |
| 39    | Markus Nordgaard Fossland        | 1:28,03 min |
| 40    | Roy Piccard                      | 1:28,04 min |
| 41    | Miha Hrobat                      | 1:28,05 min |
| 42    | Steven Nyman                     | 1:28,09 min |
| 43    | Erik Arvidsson                   | 1:28,13 min |
| 44    | Gino Caviezel                    | 1:28,28 min |
| 45    | Thomas Tumler                    | 1:28.29 min |
| 46    | Emanuele Buzzi                   | 1:28,34 min |
| 47    | Blaise Giezendanner              | 1:28,36 min |
| 48    | Christoph Krenn                  | 1:28,51 min |
| 49    | Trevor Philp                     | 1:28,62 min |
| 50    | Matteo Franzoso                  | 1:28,69 min |
| 51    | Loïc Meillard                    | 1:29,15 min |
| 52    | Pawel Sergejewitsch Trichitschew | 1:29,23 min |
| 53    | Barnabas Szollos                 | 1:29,52 min |
| 54    | Henrik von Appen                 | 1:29,92 min |

### Abfahrt
- Wetter: sonnig, Schnee: Hart, Temperatur Start: −2 °C, Temperatur Ziel: −3 °C
- Vorläufer:  Mattia Cason,  Federico Scussel,  Jay Poulter,  Giacomo Dalmasso,  Federico Simoni

| Platz | Name                | Zeit        |
| ----- | ------------------- | ----------- |
|       | Bryce Bennett       | 2:02,42 min |
|       | Otmar Striedinger   | 2:02,56 min |
|       | Niels Hintermann    | 2:02,74 min |
| 04    | Dominik Paris       | 2:02,82 min |
| 05    | Beat Feuz           | 2:02,89 min |
| 06    | Johan Clarey        | 2:02,90 min |
| 07    | Mattia Casse        | 2:03,03 min |
| 08    | Simon Jocher        | 2:03,16 min |
| 09    | Josef Ferstl        | 2:03,17 min |
| 10    | Max Franz           | 2:03,21 min |
| 11    | Boštjan Kline       | 2:03,27 min |
|       | Andreas Sander      | 2:03,27 min |
| 13    | Yannick Chabloz     | 2:03,33 min |
| 14    | Vincent Kriechmayr  | 2:03,42 min |
| 15    | Travis Ganong       | 2:03,48 min |
| 16    | Matthias Mayer      | 2:03,57 min |
| 17    | Christof Innerhofer | 2:03,63 min |
| 18    | Romed Baumann       | 2:03,74 min |
| 19    | Jared Goldberg      | 2:03,78 min |
| 20    | Maxence Muzaton     | 2:03,86 min |
| 21    | Daniel Hemetsberger | 2:03,94 min |

| Platz | Name                     | Zeit        |
| ----- | ------------------------ | ----------- |
| 22    | Martin Čater             | 2:03,95 min |
| 23    | Steven Nyman             | 2:03,97 min |
| 24    | Lars Rösti               | 2:03,98 min |
| 25    | Gilles Roulin            | 2:03,99 min |
| 26    | Stefan Rogentin          | 2:04,00 min |
| 27    | Ryan Cochran-Siegle      | 2:04,09 min |
| 28    | James Crawford           | 2:04,12 min |
| 29    | Nils Allègre             | 2:04,17 min |
| 30    | Dominik Schwaiger        | 2:04,19 min |
| 31    | Daniel Danklmaier        | 2:04,21 min |
| 32    | Henrik Røa               | 2:04,30 min |
| 33    | Adrian Smiseth Sejersted | 2:04,31 min |
| 34    | Miha Hrobat              | 2:04,37 min |
| 35    | Alexis Monney            | 2:04,48 min |
| 36    | Matthieu Bailet          | 2:04.67 min |
| 37    | Olle Sundin              | 2:04,72 min |
| 38    | Christian Walder         | 2:04,74 min |
| 39    | Urs Kryenbühl            | 2:04,78 min |
| 40    | Nils Alphand             | 2:04,92 min |
| 41    | Blaise Giezendanner      | 2:05,00 min |
| 42    | Brodie Seger             | 2:05,04 min |

| Platz | Name                      | Zeit        |
| ----- | ------------------------- | ----------- |
| 43    | Nicolas Raffort           | 2:05,05 min |
| 44    | Jeffrey Read              | 2:05,08 min |
| 45    | Broderick Thompson        | 2:05,16 min |
| 46    | Stefan Babinsky           | 2:05,25 min |
| 47    | Benjamin Thomsen          | 2:05,36 min |
| 48    | Victor Schuller           | 2:05,40 min |
| 49    | Marco Pfiffner            | 2:05,50 min |
| 50    | Emanuele Buzzi            | 2:05,55 min |
| 51    | Markus Nordgaard Fossland | 2:05,84 min |
| 52    | Elian Lehto               | 2:05,96 min |
| 53    | Pietro Zazzi              | 2:06,10 min |
| 54    | Roy Piccard               | 2:06,52 min |
| 55    | Matteo Franzoso           | 2:06,64 min |
| 56    | Adur Etxezarreta          | 2:06,65 min |
| 57    | Martin Bendík             | 2:06,70 min |
| 58    | Henrik von Appen          | 2:06,92 min |
| 59    | Erik Arvidsson            | 2:06,94 min |
| 60    | Barnabas Szollos          | 2:08,19 min |
| 61    | Roy-Alexander Steudle     | 2:10,13 min |